# SRAD
El SRAD siglas de Suzuki Ram Air Direct (Aire Directo Forzado Suzuki) es un sistema empleado por el fabricante Suzuki en algunos de sus motores de motocicleta. Consiste en una toma directa de aire, usualmente desde el morro del carenado, que se dirige directamente a una caja de sobrepresión o airbox, donde por la presión dinámica inducida por la velocidad del avance, el aire aumenta su presión respecto a la atmosférica, siendo entonces mezclado con el combustible y posteriormente inyectado en los cilindros. La eficacia del sistema aumenta con la velocidad, dado que la presión en el airbox se incrementa con ella, resultando así en un sistema de sobrealimentación, actuando del mismo modo que un compresor volumétrico mecánico, pero sin necesitar emplear ningún elemento añadido al motor.